# Oberbreidenbach (Nümbrecht)
Oberbreidenbach ist ein Ortsteil von Nümbrecht im Oberbergischen Kreis im südlichen Nordrhein-Westfalen innerhalb des Regierungsbezirks Köln.

## Lage und Beschreibung
Der Ort liegt in Luftlinie rund 4,4 km nordöstlich vom Ortszentrum von Nümbrecht entfernt.

## Geschichte

### Erstnennung
1447 wurde der Ort das erste Mal urkundlich erwähnt und zwar "Rechnung des Rentmeisters Joh. van Flamersfelt".
Schreibweise der Erstnennung: Overbreydenbach

## Freizeit

### Vereinswesen
- Dorfgemeinschaft Oberbreidenbach / Auf der Hardt e. V.

### Wandern und Radwege
Folgende Wanderwege werden vom Wanderparkplatz Oberbreidenbach vom Sauerländischen Gebirgsverein angeboten:
- (5,0 km) – (4,0 km)

## Bus und Bahnverbindungen

### Linienbus
Haltestelle: Oberbreidenbach
- 311 Nümbrecht – Oberbreidenbach – Diezenkausen – Waldbröl (OVAG, Werktagsverkehr, samstags Taxibusverkehr)